# U 148 (U-Boot, 1940)
U 148 war ein deutsches U-Boot vom Typ II D, das im Zweiten Weltkrieg von der deutschen Kriegsmarine eingesetzt wurde.

## Geschichte
Der Auftrag für das Boot wurde am 25. September 1939 an die Werft Deutsche Werke, Kiel vergeben. Die Kiellegung erfolgte am 10. April 1940, der Stapellauf am 16. November 1940. Die Indienststellung unter Oberleutnant zur See Hans-Jürgen Radke fand schließlich am 28. Dezember 1940 statt. Das Boot gehörte nach seiner Indienststellung am 28. Dezember 1940 bis zum 30. September 1941 als Ausbildungsboot zur 24. U-Flottille in Memel. Vom 1. Oktober 1941 bis März 1945 Schulboot in der 21. U-Flottille in Pillau, kam es von März 1945 bis Mai 1945 als Ausbildungsboot zur 31. U-Flottille in Hamburg. Das Boot trug einen Tiger als Emblem am Turm.
U 148 wurde ausschließlich als Schul- und Ausbildungsboot eingesetzt und absolvierte in seiner Dienstzeit keine Unternehmungen im Fronteinsatz.

## Einsatzstatistik
Keine Unternehmungen.

## Verbleib
Das Boot wurde am 5. Mai 1945 in Wilhelmshaven in der Westkammer der IV. Einfahrt (Raederschleuse) gemäß dem lange bestehenden, allerdings von Großadmiral Dönitz noch am 
Abend des 4. Mai 1945 aufgehobenen Regenbogen-Befehl von seiner Besatzung selbstversenkt.